# Fort Payne, Alabama
Fort Payne là một thành phố thuộc quận DeKalb, tiểu bang Alabama, Hoa Kỳ. Dân số năm 2009 là 14165 người, mật độ đạt 99 người/km².